# ستروكر
ستروكر (باللغة الآيسلندية Strokkur) هي فوارة حارة تقع جنوب غرب آيسلندا في منطقة جيوحرارية بالقرب من نهر هفيتا Hvítá.
تعد فوارة ستروكر الحارة من أشهر الفوارات في آيسلندا، ويقصدها السياح بشكل كبير.
يقذف الماء الساخن والبخار من فوارة ستروكر الحارة في كل عشر دقائق تقريباً لارتفاع يتراوح ما بين 15 - 20 متر، وقد يصل الارتفاع أحياناً إلى 40 متر.

## الصور

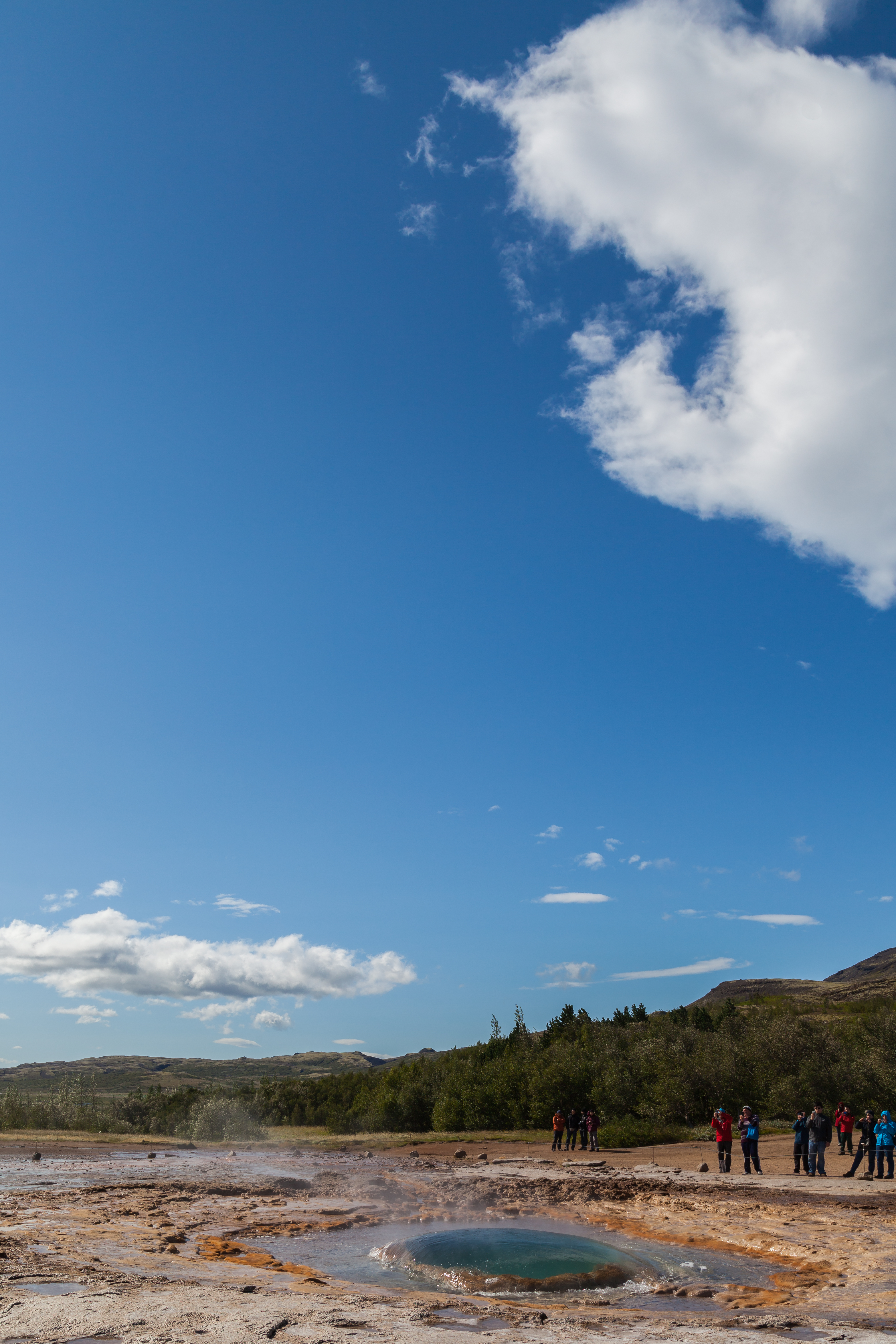
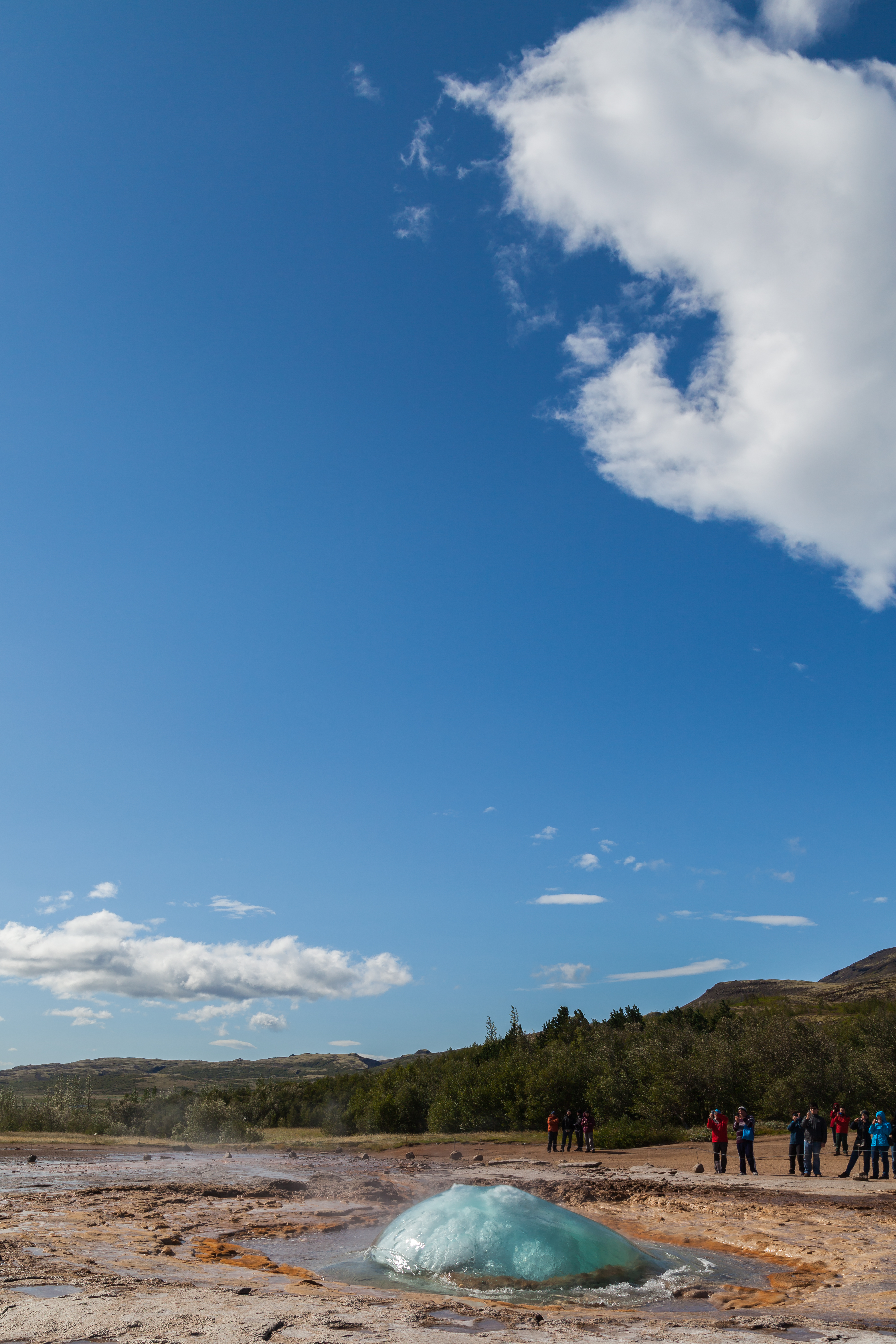
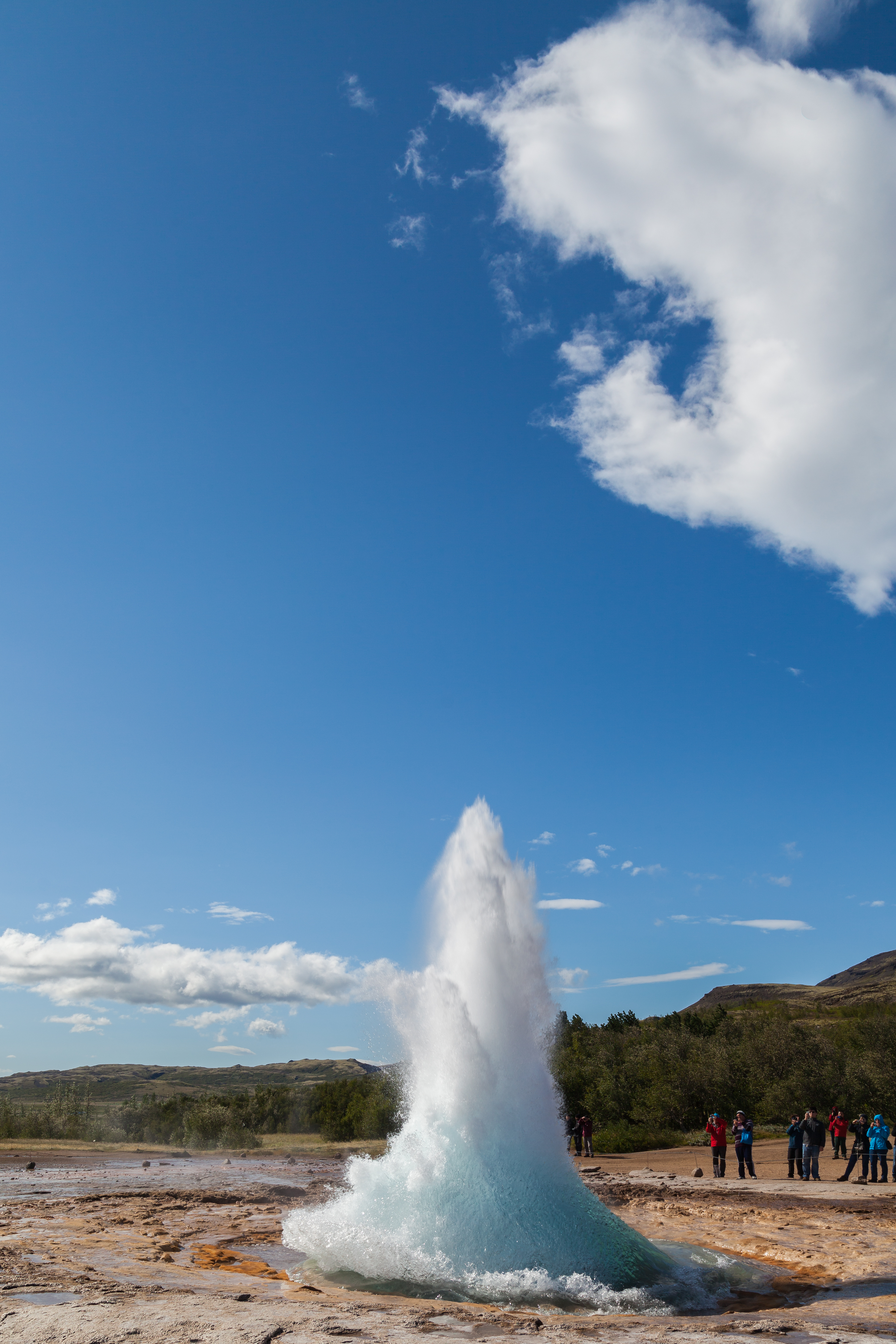
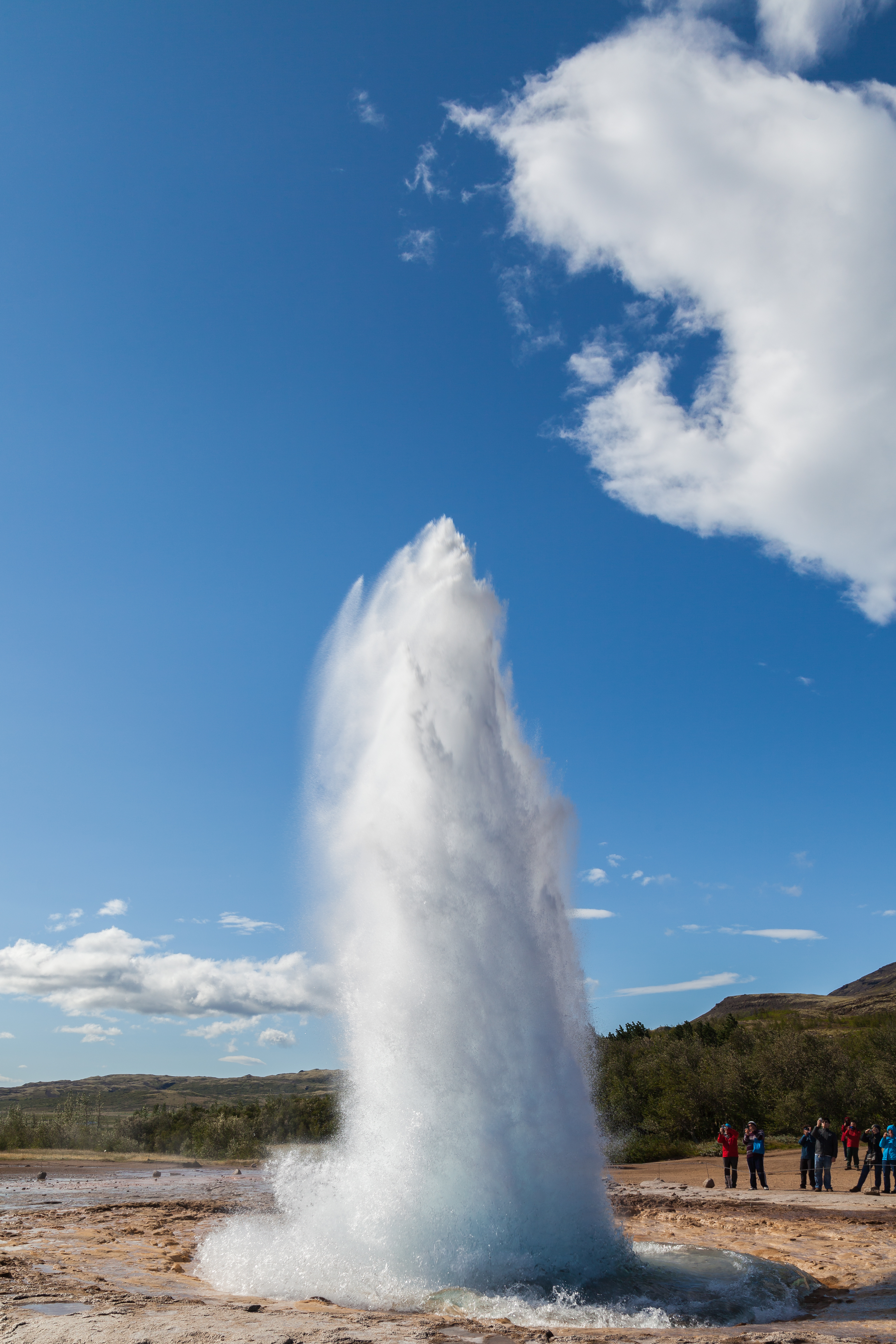
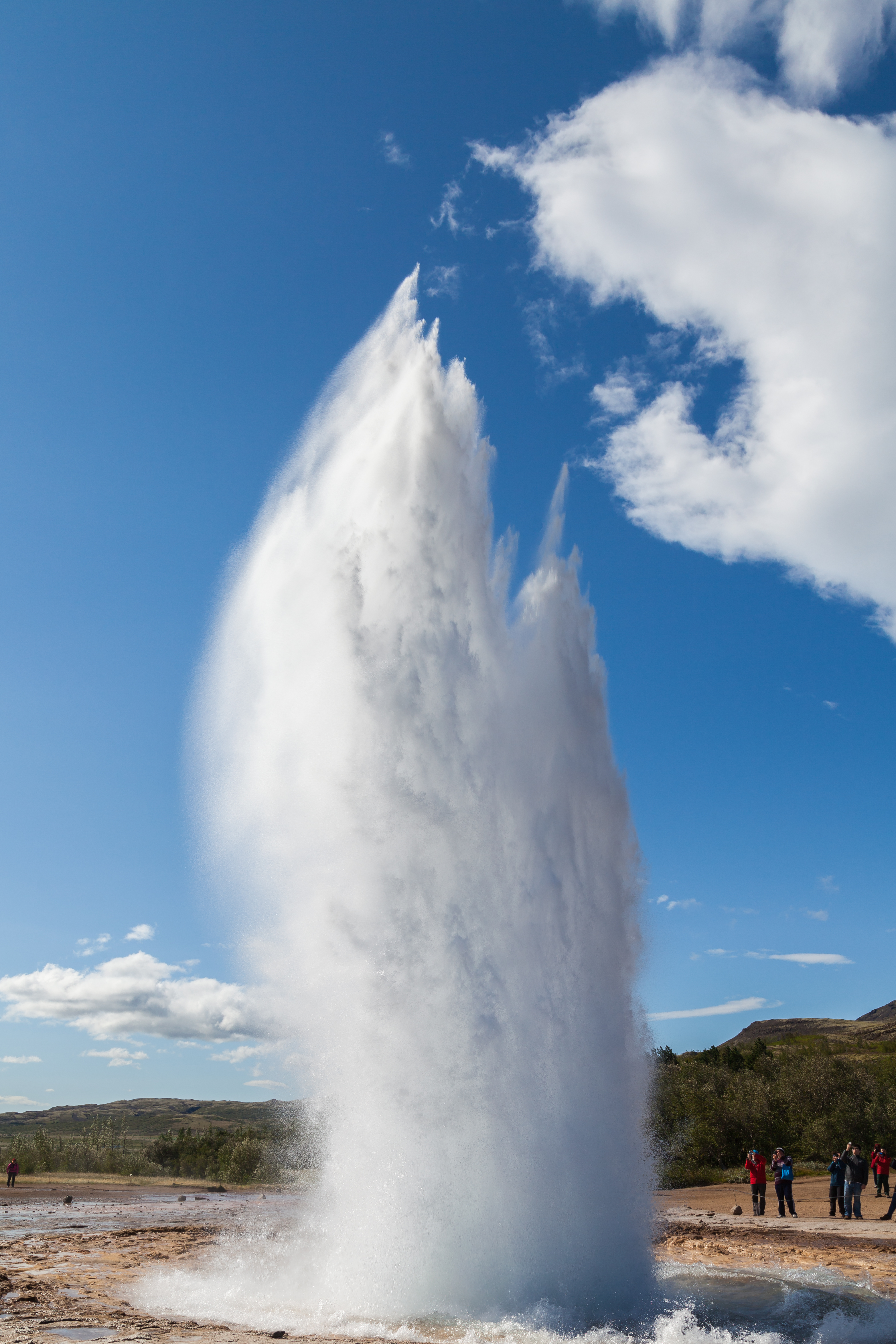
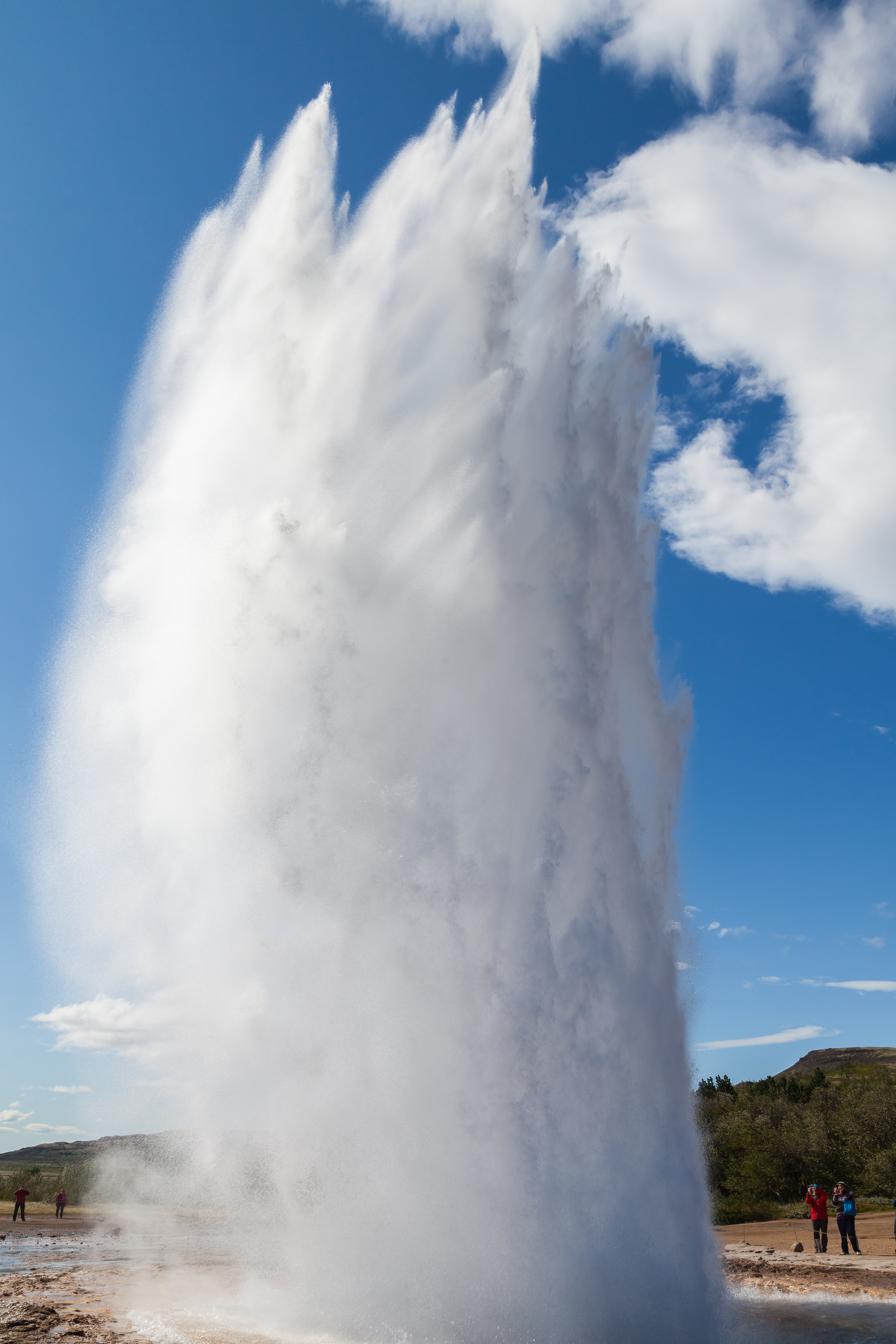
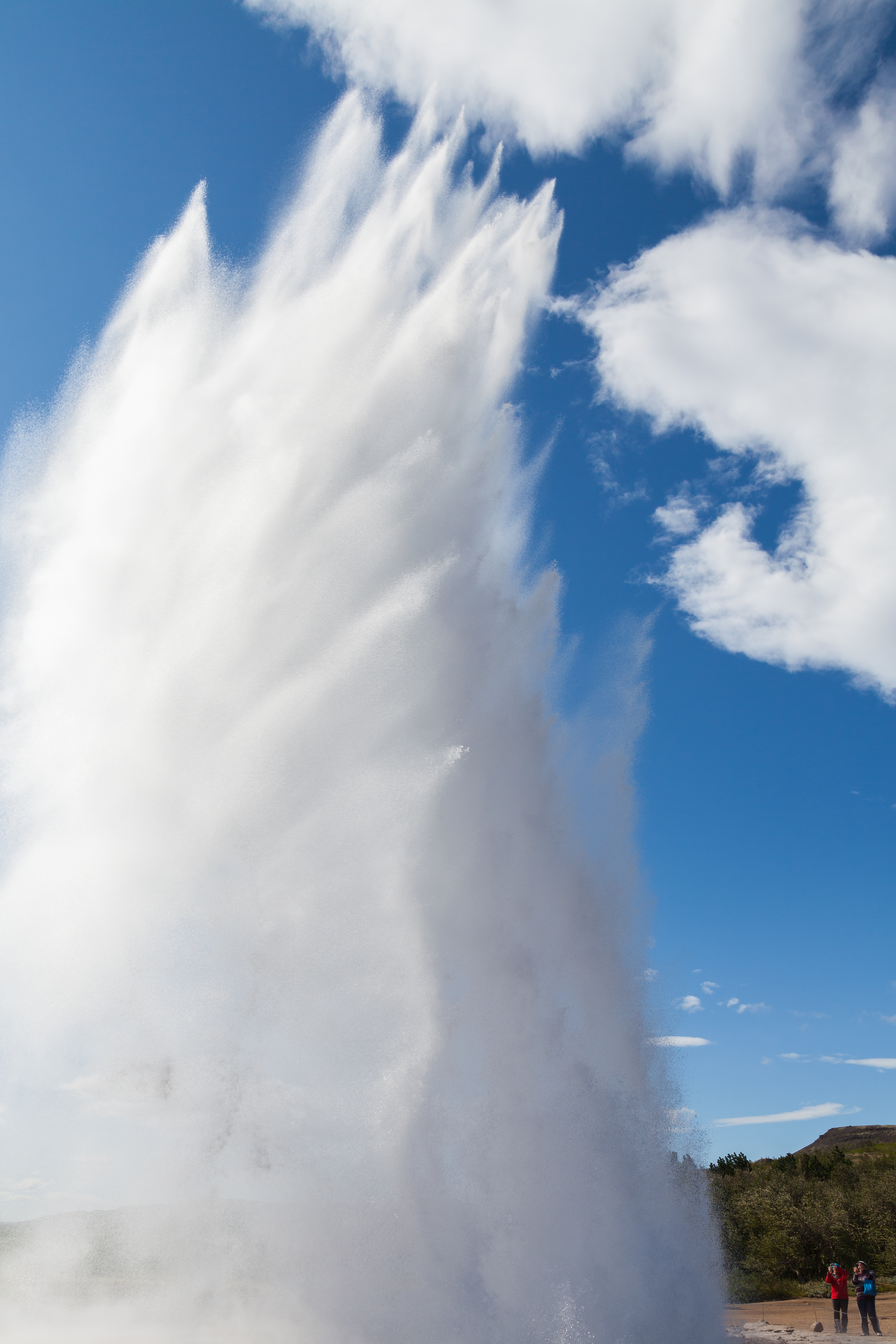
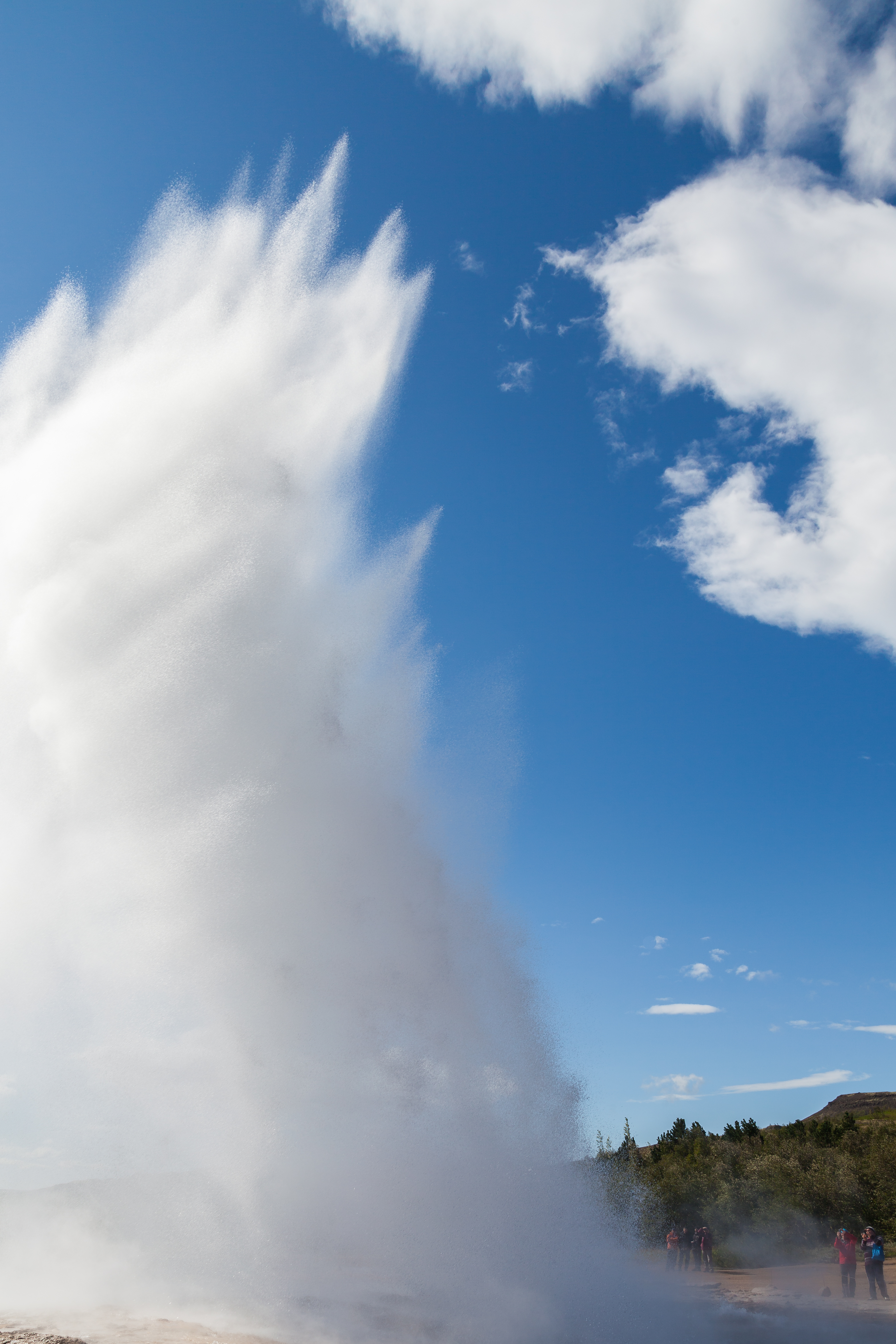

## اقرأ أيضاً
- فوارة حارة
- سيلفرا